# Sant Pere de Torelló
Sant Pere de Torelló – gmina w Hiszpanii, w prowincji Barcelona, w Katalonii, o powierzchni 54,93 km². W 2011 roku gmina liczyła 2469 mieszkańców.